# Proterometra dickermani
Proterometra dickermani är en plattmaskart. Proterometra dickermani ingår i släktet Proterometra och familjen Azygiidae. Inga underarter finns listade i Catalogue of Life.